# Taleporia amariensis
Taleporia amariensis är en fjärilsart som beskrevs av Saigusa 1961. Taleporia amariensis ingår i släktet Taleporia och familjen säckspinnare. Inga underarter finns listade i Catalogue of Life.